# Národní park Betung Kerihun
Národní park Betung Kerihun je národní park v indonéské provincii Západní Kalimantan na ostrově Borneo. Nachází se ve vnitrozemí ostrova při hranicí s Malajsií. Park byl založen roku 1995 a má celkovou rozlohu asi 8 000 km2, čímž zabírá asi 5,5 % provincie. Společně s útočištěm na ochranu přírody Lanjak Entimau s rozhlohou 2 000 km2 bylo navrženo zařazení do světového dědictví UNESCO.

## Topografie a ekologie
Národní park Betung Kerihun se nachází na úpatí řeky Kapuas. Je kopcovitý a hornatý, nadmořská výška zde činí 150 až téměř 1 800 metrů nad mořem. Topografie parku se vyznačuje strmými svahy, ve více než polovině parku ve sklonu větším než 45 %. Nejvyššími vrcholy jsou Mount Kerihun (1 790 m n. m.) a Mount Lawit (1 767 m n. m.).
Z většiny park pokrývají horské (až dvě třetiny) a nížinné tropické deštné pralesy.

## Flóra a fauna
V nížinných lesích rostou porosty dvojkřídláčovitých (Dipterocarpaceae), s nadmořskou výškou nahrazované duby (Quercus) a kaštanovci (Castanopsis). Roste zde nejméně 97 druhů vstavačovitých (Orchidaceae) − orchidejí a 49 druhů arekovitých (Arecaceae) − palem.
Bohatá je i fauna. Žije zde 300 druhů ptáků, z toho 25 jsou endemitní druhy ostrova, dále nejméně 162 druhů ryb a nejméně 54 druhů savců včetně kriticky ohroženého orangutana bornejského (Pongo pygmaeus). Mimo něj zde žije i sedm dalších druhů primátů: gibon Müllerův (Hylobates muelleri), hulman běločelý (Presbytis frontata) a kaštanový (Presbytis rubicunda), makak vepří (Macaca nemestrina) a jávský (Macaca fascicularis), outloň váhavý (Nycticebus coucang) a nártoun západosundský (Cephalopachus bancanus).

## Lidské osídlení
Národní park Betung Kerihun obývá několik kmenů Dajáků. V parku (vesnice Nanga Bungan a Tanjung Lokang) a okolo něj se nachází celkem 12 jejich vesnic. Obživu jim poskytuje lov, sběr nedřevních produktů lesního hospodářství a pěstování plodin pro ně a jejich rodinu.

## Ochrana a ohrožení
Poprvé se oblasti dostalo ochrany roku 1982, kdy ministerstvo zemědělství vydalo vyhlášku o vytvoření přírodní rezervace o rozloze 600 000 hektarů. Do deseti let byla rezervace rozšířena o dalších 200 000 hektarů a roku 1995 byla vyhlášena národním parkem. Roku 1997 se o park stará Betung Kerihun Park Management Unit, která má 57 zaměstnanců na plný úvazek a 20 čestných členů.
Nebezpečí představuje nezákonné odlesňování. Světový fond na ochranu přírody roku 2002 zjistil, že v parku bylo nelegálně vykáceno 31 000 stromů. Ohrožené bornejské orangutany pak loví pytláci. Z oblastí západního a centrálního Bornea bylo každý měsíc vyvezeno do velkých indonéských měst, včetně města hlavního, asi 10 až 15 těchto zvířat, což je alarmující úroveň.